# Planipapillus vittatus
Planipapillus vittatus är en klomaskart som beskrevs av Reid 2000. Planipapillus vittatus ingår i släktet Planipapillus och familjen Peripatopsidae. Inga underarter finns listade i Catalogue of Life.